# Maing
Pour l’article ayant un titre homophone, voir Main (homonymie).
Maing est une commune française située dans le département du Nord, en région Hauts-de-France.

## Géographie

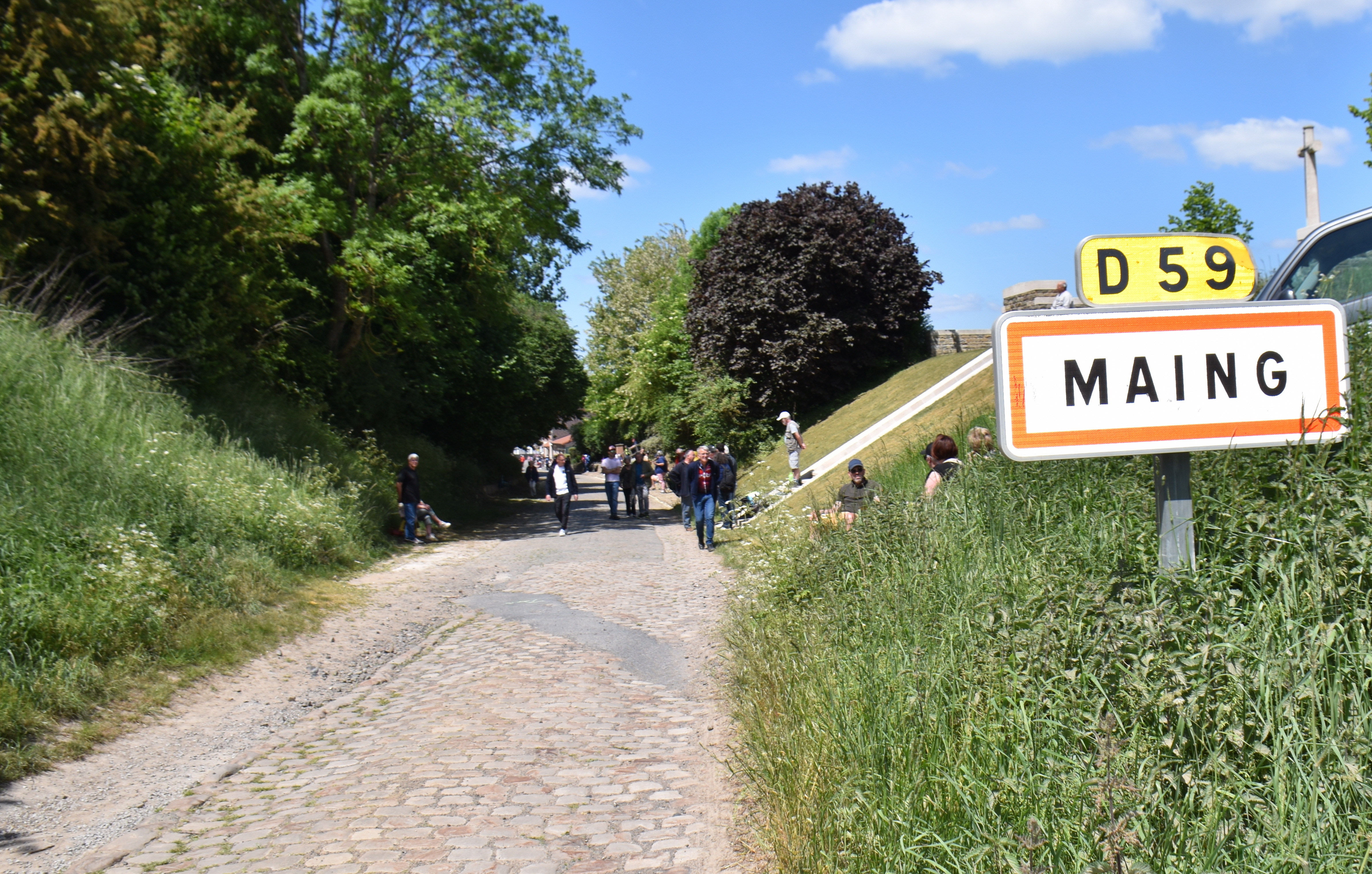
Une entrée du village.

### Communes limitrophes
| Prouvy                | Trith-Saint-Léger |            |
| Thiant                | Maing             | Famars     |
| Monchaux-sur-Écaillon |                   | Quérénaing |

### Hydrographie

#### Réseau hydrographique
La commune est située dans le bassin Artois-Picardie. Elle est drainée par l'Escaut canalisée, le ruisseau du Bois, la Maing, la rivière  la Rié et un autre petit cours d'eau,.
L'Escaut est un fleuve européen de 355 km de long, qui traverse trois pays (France, Belgique et Pays-Bas), avant de se jeter en mer du Nord. La partie canalisée en France relie Cambrai à Maulde, après avoir traversé 34 communes. 

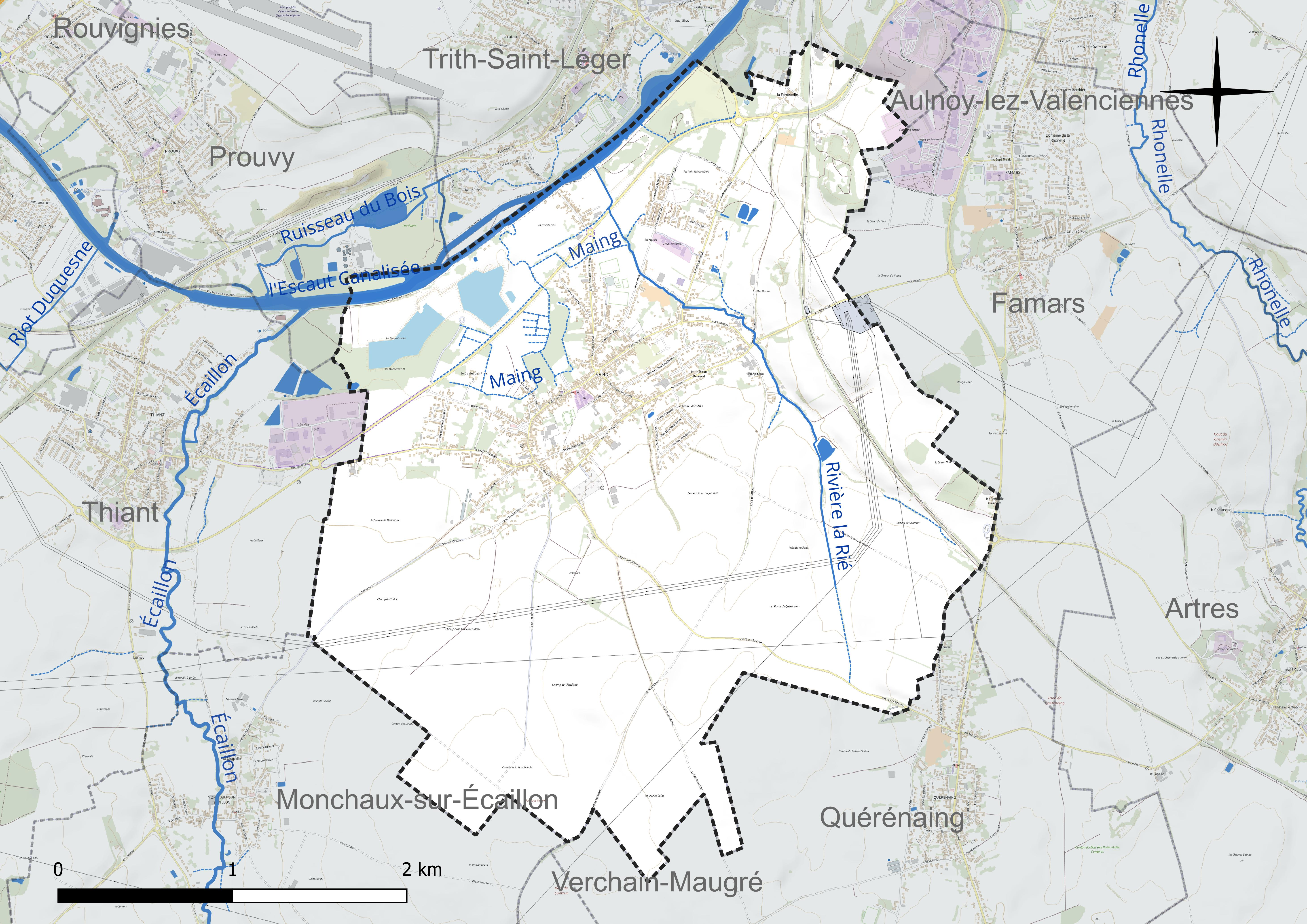
Réseau hydrographique de Maing.

#### Gestion et qualité des eaux
Le territoire communal est couvert par le schéma d'aménagement et de gestion des eaux (SAGE) « Escaut ». Ce document de planification concerne un territoire de 2 005 km2 de superficie, délimité par le bassin versant de l'Escaut. Le périmètre a été arrêté le 9 juin 2006 et le SAGE proprement dit a été approuvé le 13 juillet 2021. La structure porteuse de l'élaboration et de la mise en œuvre est le syndicat mixte Escaut et Affluents (SyMEA). 
La qualité des cours d'eau peut être consultée sur un site dédié géré par les agences de l'eau et l'Agence française pour la biodiversité. 

### Climat
Pour des articles plus généraux, voir Climat des Hauts-de-France et Climat du Nord.
En 2010, le climat de la commune est de type climat océanique dégradé des plaines du Centre et du Nord, selon une étude du CNRS s'appuyant sur une série de données couvrant la période 1971-2000. En 2020, Météo-France publie une typologie des climats de la France métropolitaine dans laquelle la commune est exposée à un climat océanique altéré et est dans la région climatique  Nord-est du bassin Parisien, caractérisée par un ensoleillement médiocre, une pluviométrie moyenne régulièrement répartie au cours de l'année et un hiver froid (3 °C). 
Pour la période 1971-2000, la température annuelle moyenne est de 10,4 °C, avec une amplitude thermique annuelle de 14,8 °C. Le cumul annuel moyen de précipitations est de 724 mm, avec 13,3 jours de précipitations en janvier et 9,5 jours en juillet. Pour la période 1991-2020, la température moyenne annuelle observée sur la station météorologique la plus proche, située sur la commune de Valenciennes à 6 km à vol d'oiseau, est de 11,0 °C et le cumul annuel moyen de précipitations est de 694,1 mm,. Pour l'avenir, les paramètres climatiques de la commune estimés pour 2050 selon différents scénarios d'émission de gaz à effet de serre sont consultables sur un site dédié publié par Météo-France en novembre 2022.

## Urbanisme

### Typologie
Au 1er janvier 2024, Maing est catégorisée ceinture urbaine, selon la nouvelle grille communale de densité à sept niveaux définie par l'Insee en 2022.
Elle appartient à l'unité urbaine de Valenciennes (partie française), une agglomération internationale regroupant 56  communes, dont elle est une commune de la banlieue,,. Par ailleurs la commune fait partie de l'aire d'attraction de Valenciennes (partie française), dont elle est une commune de la couronne,. Cette aire, qui regroupe 102 communes, est catégorisée dans les aires de 200 000 à moins de 700 000 habitants,.

### Occupation des sols
L'occupation des sols de la commune, telle qu'elle ressort de la base de données européenne d'occupation biophysique des sols Corine Land Cover (CLC), est marquée par l'importance des territoires agricoles (82,7 % en 2018), en diminution par rapport à 1990 (84,9 %). La répartition détaillée en 2018 est la suivante : 
terres arables (58,1 %), prairies (16,8 %), zones urbanisées (15,1 %), zones agricoles hétérogènes (7,8 %), forêts (1,6 %), zones industrielles ou commerciales et réseaux de communication (0,6 %). L'évolution de l'occupation des sols de la commune et de ses infrastructures peut être observée sur les différentes représentations cartographiques du territoire : la carte de Cassini (XVIIIe siècle), la carte d'état-major (1820-1866) et les cartes ou photos aériennes de l'IGN pour la période actuelle (1950 à aujourd'hui).

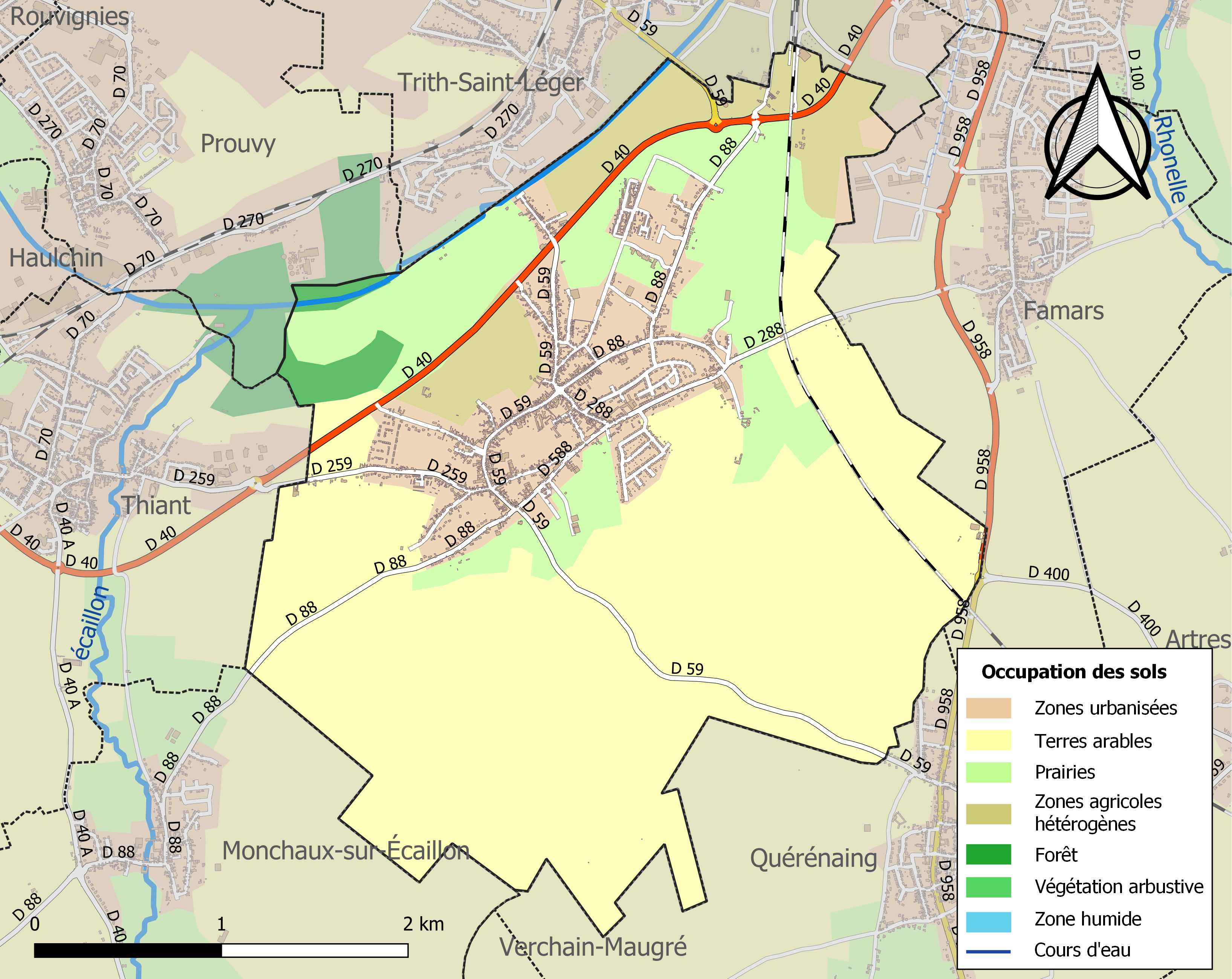
Carte des infrastructures et de l'occupation des sols de la commune en 2018 (CLC).

### Voies de communications et transports
La commune est desservie par les lignes S1, 103, 104 et Illigo 1 du réseau urbain Transvilles.

## Histoire
Le nom de la commune apparaît d'origine franque : Maen, Mahen, Maheng pourrait avoir un rapport avec les prairies, ou encore exprimer une notion de domaine.
Après la chute de Bavay capitale des Nerviens, le castellum de Fanum Martis Famars (révélé par de nombreuses fouilles archéologiques) devient préfecture d'Empire et chef-lieu d'un pagus (comté). De grandes voies partent de cette cité, notamment la voie Famars-Arras-Thérouanne. Au long de cet axe, au lieu-dit le « bois de Fontenelle », un cimetière à incinération du IIIe siècle a été fortuitement découvert dans une sablière, au cours des années 1958-1960. Parmi les objets exhumés figurent une fiole en verre ornée d'émaux bleus ou jaunes ainsi qu'un peigne en bronze.
Le passage de cette voie sur l'Escaut, à Maing-Trith, a été confirmé par la découverte d'urnes funéraires sur la berge actuelle du canal de l'Escaut. On peut par ailleurs supposer l'existence d'un relais de batellerie en un lieu où le cours d'eau devient navigable.
Une première communauté s'est implantée sur le territoire communal présent vers la fin du VIIe ou du VIIIe siècle, à la lisière -probablement- d'un ancien domaine gallo-romain (proche du castellum antique de Famars). La ligne de sources constitue un indicateur intéressant. Il est raisonnable de supposer la présence de cette villae sur la pente du plateau cambrésien menant à l'Escaut.
Aux confins de la Lotharingie, ce fleuve a constitué un vecteur important, conduisant au portus du domaine royal mérovingien de Valenciennes. Au cours du Haut Moyen Âge, Maing est mentionné vers 1050, dans certaines chroniques et dans les chartes des évêques de Cambrai, titulaires de l'autel paroissial mais qui le confient aux chanoines augustins de Saint-Aubert, qui en assurent le patronage jusqu'à la Révolution de 1789.
La commune suit les destinées du Saint-Empire romain germanique, sous la domination des empereurs ottoniens. Les comtes de Hainaut prennent ensuite sous tutelle la seigneurie personnelle à dater de 1322. Un franc-marché est instauré dès 1329, selon un rythme hebdomadaire dominical. Les coutumes témoignent d'une organisation administrative dès avant la fin du XIVe siècle, jamais remise en cause par les seigneurs personnels (noblesse locale, couronne d'Espagne).
Il est impossible de dissocier l'histoire religieuse de Maing et celle de Valenciennes. La tradition rapporte qu'en 1008, à la faveur d'une terrible épidémie de peste ravageant le Hainaut, La Vierge Marie apparaît à un ermite maingeois (ou berger, selon les versions) nommé Bertholin, priant près d'une petite fontaine (le lieu est dit « Fontenelle »). Elle lui enjoint de porter message auprès des habitants de Valenciennes, qu'elle entend préserver  en déroulant un cordon céleste autour de la cité hennuyère, à la condition que ces derniers entrent également en prière. Leur dévotion aurait valu un miracle... Évidemment, même si l'engagement religieux ne saurait être mis en cause, on ne peut raisonnablement prendre pour argent comptant cette légende. Même si l'on assiste toujours annuellement, en septembre, à un fervent pèlerinage, où figurent immanquablement jusqu'aux élus du peuple, tant à Valenciennes qu'à Maing, les racines historiques de cet évènement s'avèrent indiscutablement plus tardives ; le parcours qu'emprunte la procession apparaît à ce propos riche d'enseignement.
Maing devient française après la prise de Valenciennes par Louis XIV en mars 1677.

### Les Templiers et les Hospitaliers
Le lieu-dit l'Hopiteau où s'érige une ferme du  même nom, correspond à un fief très ancien qui est déjà attesté en 1257 sous la forme « Fief de Ciply », ainsi que dans le cartulaire de Fontenelle (XIIIe siècle) sous les formes Cepli et l'Ospital. Ce fief relève d'abord de l'ordre des chevaliers du Temple de Jérusalem, c'est-à-dire des Templiers, dont la commanderie dans le Hainaut siège à Ciply (Belgique). Après dissolution de l'ordre, par Philippe IV le Bel, certaines possessions passent à l'ordre de Saint-Jean de Jérusalem. La commanderie s'établit alors à Forchies-Piéton (Belgique).

## Héraldique

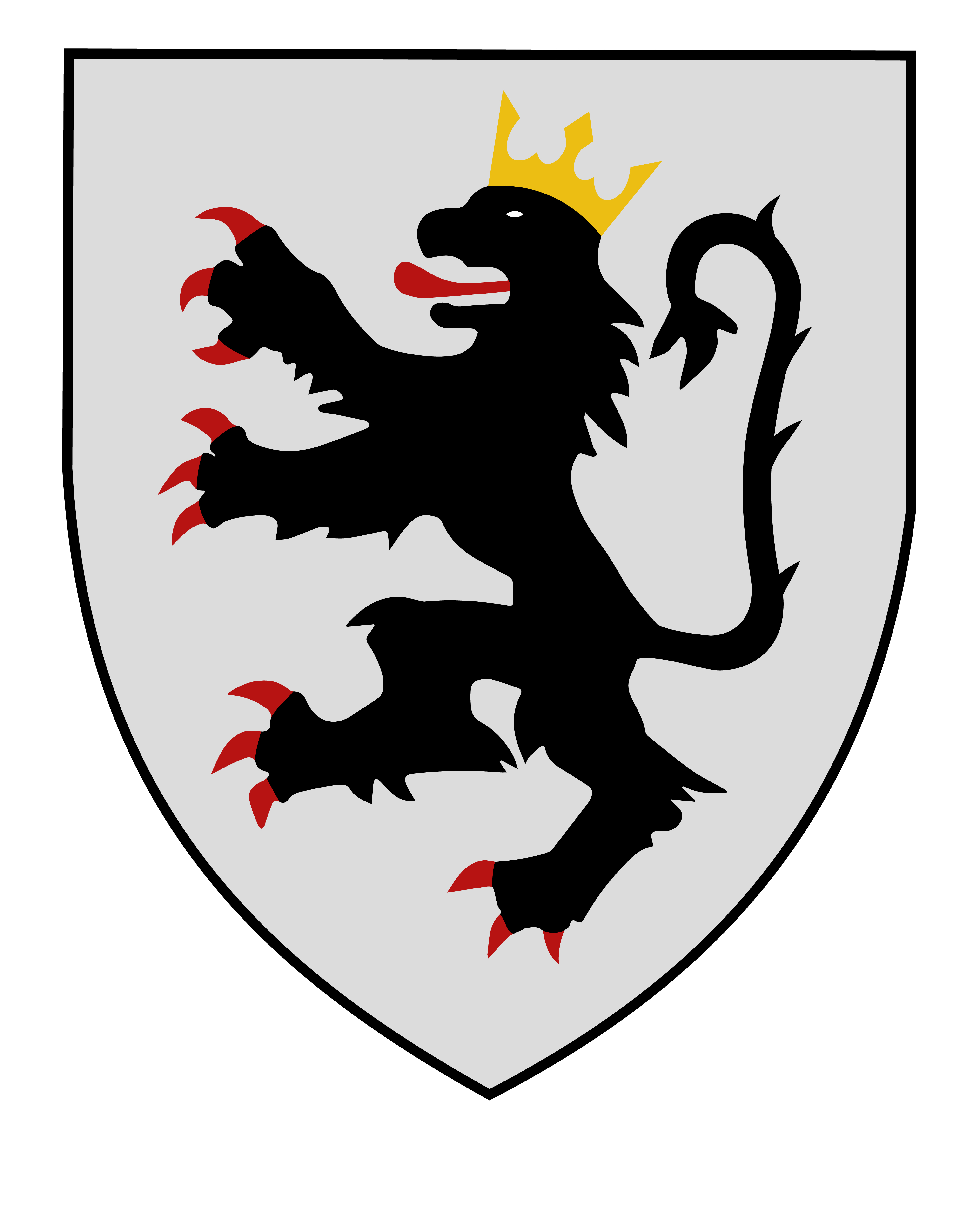
Les armes de Maing se blasonnent ainsi : D'argent au lion de sable, couronné d'or, armé et lampassé de gueules

## Politique et administration

### Liste des maires
Maire de 1802 à 1807 : François Deverny,.
Maire en 1881 : Plichon.
L'association de sauvegarde du patrimoine de Maing dresse ainsi la liste des maires :
| Identité                                        | Période   | Période          | Durée             | Étiquette                                                              |
| Identité                                        | Début     | Fin              | Durée             | Étiquette                                                              |
| ----------------------------------------------- | --------- | ---------------- | ----------------- | ---------------------------------------------------------------------- |
| Henri Bantegnie (d)                             | 1945      | 1978 (démission) | 33 ans            | Parti communiste français                                              |
| Gabriel Devemy (d)                              | 1978      | 1993             | 15 ans            | Parti communiste français                                              |
| Jean-Claude Laurette (d)                        | 1993      | juin 1995        | 2 ans             | Parti communiste français                                              |
| Philippe Baudrin (d), (né le 29 septembre 1958) | juin 1995 | En cours         | 29 ans et 11 mois | Union pour un mouvement populaire Union des démocrates et indépendants |

### Instances judiciaires et administratives
Maing relève du tribunal d'instance de Valenciennes, du tribunal de grande instance de Valenciennes, de la cour d'appel de Douai, du tribunal pour enfants de Valenciennes, du conseil de prud'hommes de Valenciennes, du tribunal de commerce de Valenciennes, du tribunal administratif de Lille et de la cour administrative d'appel de Douai.

### Jumelages
| Ville | Ville            | Pays | Pays      | Période          |
| ----- | ---------------- | ---- | --------- | ---------------- |
|       | Hohen Neuendorf, |      | Allemagne | juin 1992 - 2017 |

## Population et société

### Démographie

#### Évolution démographique
L'évolution du nombre d'habitants est connue à travers les recensements de la population effectués dans la commune depuis 1800. Pour les communes de moins de 10 000 habitants, une enquête de recensement portant sur toute la population est réalisée tous les cinq ans, les populations de référence des années intermédiaires étant quant à elles estimées par interpolation ou extrapolation. Pour la commune, le premier recensement exhaustif entrant dans le cadre du nouveau dispositif a été réalisé en 2006.

En 2022, la commune comptait 3 970 habitants, en évolution de −2,55 % par rapport à 2016 (Nord : +0,51 %, France hors Mayotte : +2,11 %).
| 1800  | 1806  | 1821  | 1831  | 1836  | 1841  | 1846  | 1851  | 1856  |
| ----- | ----- | ----- | ----- | ----- | ----- | ----- | ----- | ----- |
| 1 089 | 1 229 | 1 396 | 1 467 | 1 571 | 1 573 | 1 692 | 1 730 | 1 708 |

| 1861  | 1866  | 1872  | 1876  | 1881  | 1886  | 1891  | 1896  | 1901  |
| ----- | ----- | ----- | ----- | ----- | ----- | ----- | ----- | ----- |
| 1 873 | 1 948 | 1 982 | 2 136 | 2 245 | 2 352 | 2 391 | 2 528 | 2 758 |

| 1906  | 1911  | 1921  | 1926  | 1931  | 1936  | 1946  | 1954  | 1962  |
| ----- | ----- | ----- | ----- | ----- | ----- | ----- | ----- | ----- |
| 2 877 | 3 040 | 2 658 | 2 865 | 2 952 | 2 965 | 2 866 | 2 936 | 3 354 |

| 1968  | 1975  | 1982  | 1990  | 1999  | 2006  | 2011  | 2016  | 2021  |
| ----- | ----- | ----- | ----- | ----- | ----- | ----- | ----- | ----- |
| 4 244 | 4 483 | 4 445 | 4 183 | 3 845 | 3 941 | 4 010 | 4 074 | 4 004 |

| 2022  | - | - | - | - | - | - | - | - |
| ----- | - | - | - | - | - | - | - | - |
| 3 970 | - | - | - | - | - | - | - | - |

#### Pyramide des âges
La population de la commune est relativement jeune.
En 2018, le taux de personnes d'un âge inférieur à 30 ans s'élève à 34,5 %, soit en dessous de la moyenne départementale (39,5 %). À l'inverse, le taux de personnes d'âge supérieur à 60 ans est de 26,6 % la même année, alors qu'il est de 22,5 % au niveau départemental.
En 2018, la commune comptait 1 934 hommes pour 2 127 femmes, soit un taux de 52,38 % de femmes, légèrement supérieur au taux départemental (51,77 %).
Les pyramides des âges de la commune et du département s'établissent comme suit.
| Hommes | Classe d’âge | Femmes |
| ------ | ------------ | ------ |
| 0,8    | 90 ou +      | 1,7    |
| 6,6    | 75-89 ans    | 11,3   |
| 16,7   | 60-74 ans    | 16,0   |
| 19,0   | 45-59 ans    | 18,3   |
| 21,8   | 30-44 ans    | 18,8   |
| 15,8   | 15-29 ans    | 15,3   |
| 19,3   | 0-14 ans     | 18,7   |

| Hommes | Classe d’âge | Femmes |
| ------ | ------------ | ------ |
| 0,5    | 90 ou +      | 1,4    |
| 5,3    | 75-89 ans    | 8,1    |
| 14,8   | 60-74 ans    | 16,2   |
| 19,1   | 45-59 ans    | 18,4   |
| 19,5   | 30-44 ans    | 18,7   |
| 20,7   | 15-29 ans    | 19,1   |
| 20,2   | 0-14 ans     | 18     |

## Lieux et monuments

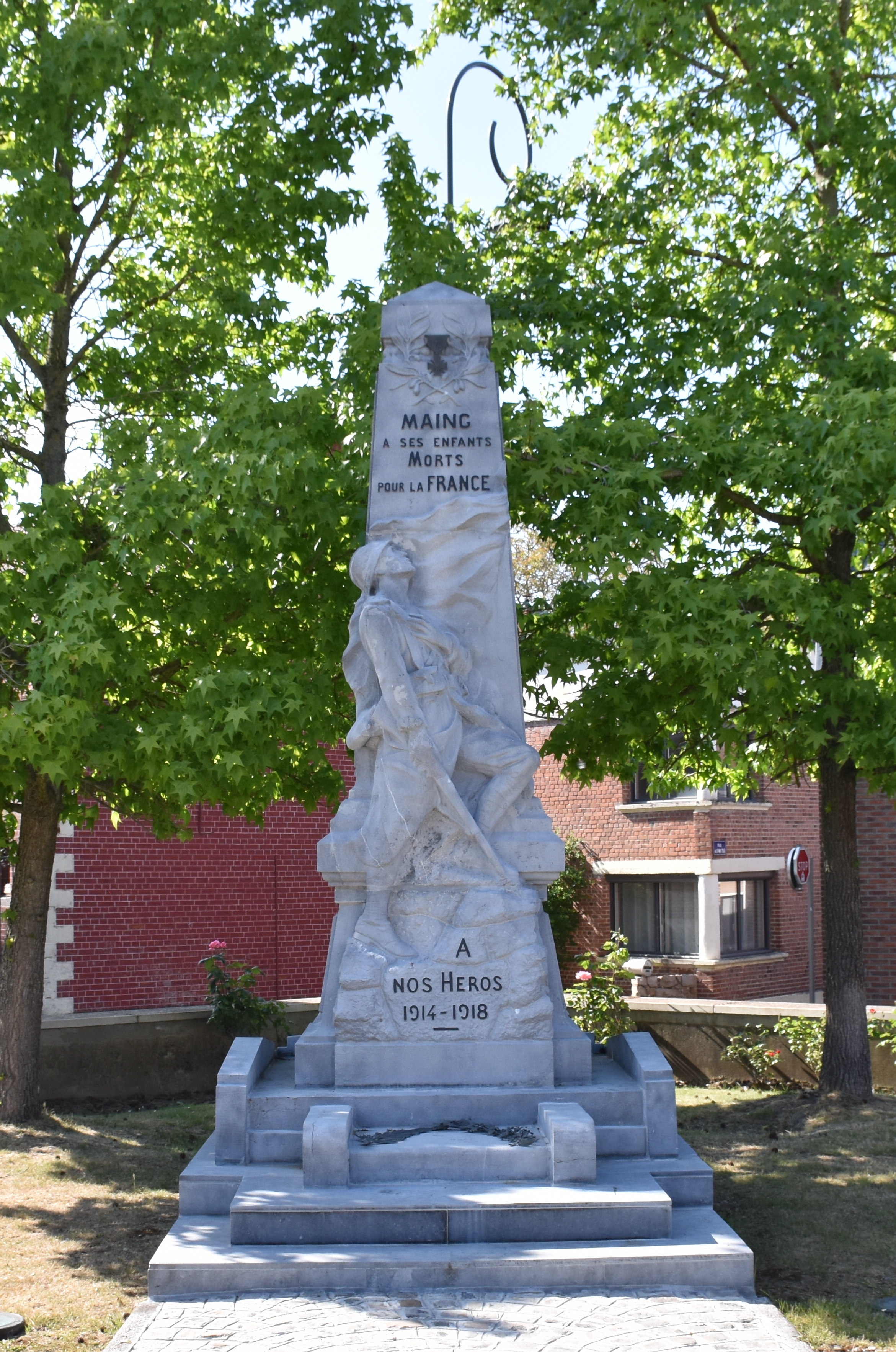
Le monument aux morts.

- Vestiges archéologiques de l'abbatiale cistercienne de Fontenelle : fondée en 1212, l'abbaye de Fontenelle accueille des moniales. Les fouilles réalisées par le Service archéologique de Valenciennes (Vincent Maliet et Philippe Beaussart) permettent de saisir parfaitement le plan au sol de l'église conventuelle. Des pavements de petits carreaux, formant par assemblage des motifs géométriques s'agencent selon les différentes parties : chœur des Dames, avant-chœur, sanctuaire. Les plus anciens datent du XIVe siècle, les plus récents du XVIe siècle[34]. Plusieurs caveaux ont également été mis au jour, tel celui de Jeanne de Valois, de sang royal. Après avoir joué un rôle politique à la mort de son mari, le comte Guillaume, la comtesse douairière de Hainaut se retire en 1337 pour vivre une vie de recluse, songeant à son âme comme il est alors fréquent. D'autres sépultures de princesses de cette famille ont également été exhumées.

Un ensemble de lames funéraires en pierre de Tournai est également découvert lors des investigations menées entre 1977 et 1984.
À fin du XVIe siècle, Adrien de Montigny réalise une intéressante perspective cavalière de l'abbaye, qu'il insère dans les Albums de Croÿ.
- L'église paroissiale  Saint-Géry : édifiée en grès, cet édifice cultuel comporte une façade du XIVe siècle, greffée sur une nef plus ancienne, qui date pour l'essentiel des XIVe et XVIIe siècles (avec présence d'un glyptographe de 1612 portant le nom de Pasquier de Lourches) mais incluant quelques éléments de piliers du XIIe siècle. Vers la fin du XVIe siècle, l'un des seigneurs fait construire une chapelle privée qui devient le croisillon gauche. Une peinture murale du XVIe représentant une Pieta avec donateurs et saints-patrons  en témoignait encore au début en 1916. Comme constaté en 1999, elle est malheureusement aujourd'hui effacée et ne subsiste plus qu'à travers une photographie du fonds douaisien d'Augustin Boutique.

Le chœur et le transept droit sont achevés vers 1740.
Une partie du  mobilier religieux est inscrit à l'inventaire supplémentaire des MH.
Une lame funéraire en pierre de Tournai, d'une exceptionnelle qualité, est à découvrir dans cette église, dans le bas-côté droit : elle présente les effigies des cinq membres de la famille Bruniaux (1353-1355) (classée monument historique).
Elle provient de l'abbaye de Fontenelle, comme deux autres grandes pierres, celle de l'abbesse Loïse de Barbaize, et celle du chevalier Jakemes.
- La  mairie : La « maison d'école et de mairie » fut construite en 1847, à la suite des lois Guizot sur l'instruction publique. La façade est caractéristique de la période du Second Empire ; intégrant une école, elle est l'œuvre de l'architecte Jean-Baptiste Bernard, également auteur, en 1840, de la loge maçonnique de Valenciennes (rue des Canonniers).

Dans le domaine du patrimoine rural, la commune possède encore de grandes fermes en rouges barres, alternant rangs de briques et de pierres. Les bâtiments s'agencent autour d'une cour carrée avec un porche–pigeonnier ouvrant sur l'extérieur. Quelques fabriques en lien avec le traitement des produits agricoles étaient encore visibles dans le courant du XXe siècle : râperies de betteraves, moulin à vent, scierie, sucrerie (rue Pierre-Vanderbecq), brasseries...
- Le Castel des Prés[35]
- Brasserie Plichon, puis Union de Maing[36]
- La chapelle Notre-Dame du Saint Cordon
- Le cimetière militaire britannique de la Première Guerre mondiale situé à côté du cimetière communal.

## Personnalités liées à la commune
- Jeanne de Valois

## Activités associatives, culturelles, festives et sportives

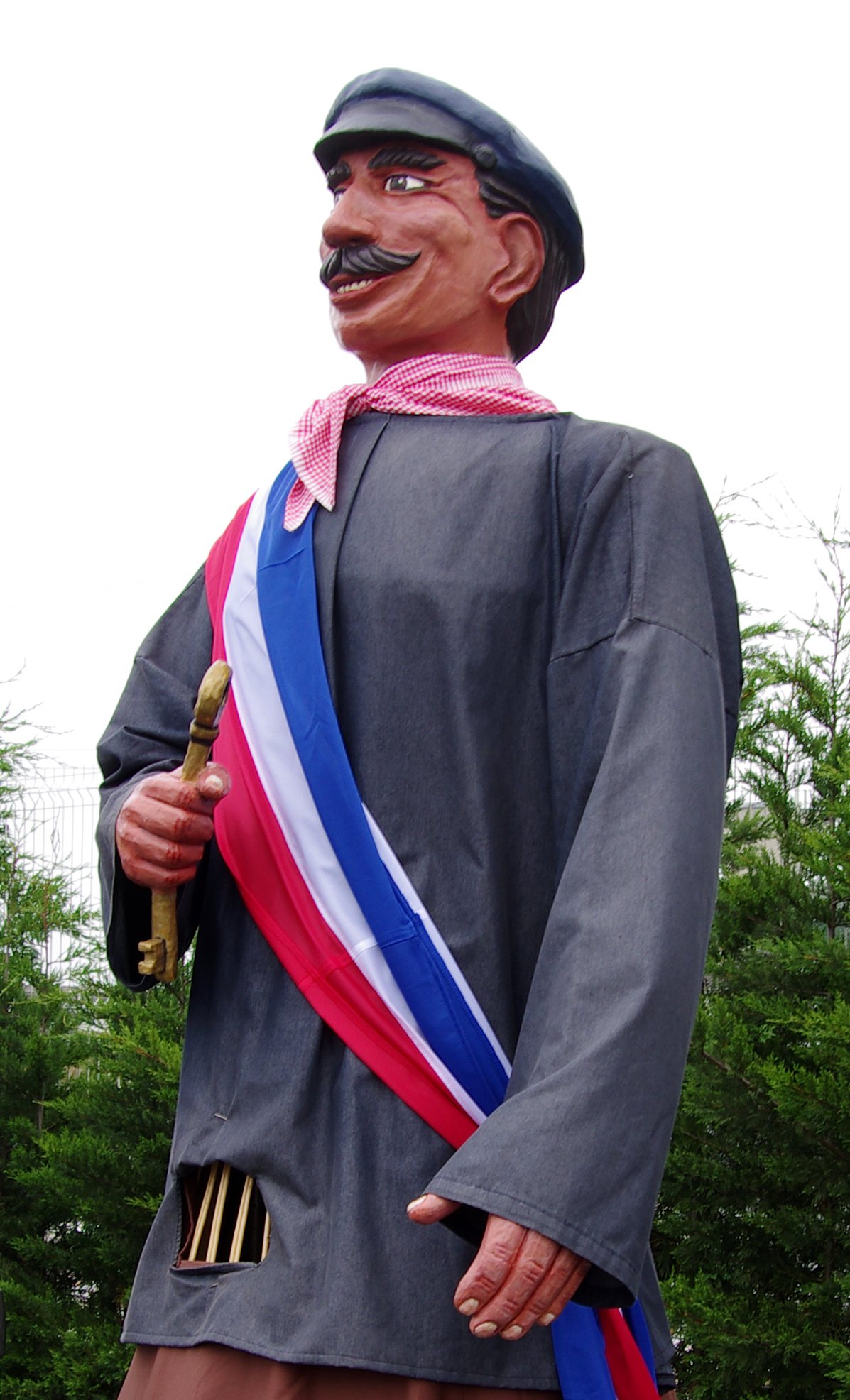
Tiot Mitt avec sa clé et son écharpe tricolore.

- Tiot Mitt, géant du quartier de L'en-Haut[37],[38].

## Pour approfondir